# Klinkerstapeling
Een klinkerstapeling is een opeenvolgende aantal klinkers in een woord.

## Voorbeelden
Koeieuier heeft lang bekendgestaan als het woord met de langst mogelijke klinkerreeks in het Nederlands (zeven klinkers op rij). Andere voorbeelden waren kraaieëieren en vergelijkbare samenstellingen met eieren.
De nieuwe spelling van 1996 heeft daar een eind aan gemaakt door een tussen-n voor te schrijven. Het woord zaaiuien telt zes klinkers op rij, hetgeen thans het maximum is in de Nederlandse taal.
Het woord sproeiauto (vrachtauto met sproeiapparaat) gebruikt de vijf klinkers van het alfabet achter elkaar.
Meer voorbeelden:
- Milieueisen
- Weggooieuvre[2]

## Woorden die uitsluitend uit klinkers bestaan
Nederlandse woorden die uit enkel klinkers bestaan zijn kort. Bekende voorbeelden zijn:
1. o, u
2. au, ei, ia, ie, ui
3. aai, iaë (aanvoegende wijs van iaën) oei, ooi, Ooij
4. aaie (aanvoegende wijs van aaien)

## Woorden van vijf of meer letters met één medeklinker
De meeste van deze woorden maken net als koeieuier en gaaieei gebruik van de j-klank van de letter i, zoals mooie of zaaiui, maar er zijn uitzonderingen: queue. 
De klinkerstapeling is ook geen opeenstapeling van klanken, maar van letters die doorgaans klinkerklanken aangeven. Zo bestaat koeieuier weliswaar uit vijf verschillende klinkers, maar fonetisch gaat het om vier afzonderlijk te onderscheiden klanken; de tweeklank oei, de klank ə (toonloze e), de tweeklank ui en opnieuw een toonloze ə.
NB: Sinds de spellingswijziging van 1996 waardoor een groot aantal woorden met een niet-uitgesproken tussen-n moest worden geschreven, worden veel van dit soort woorden niet meer met zo'n lange klinkerreeks gespeld, maar bijvoorbeeld als "koeienuier" resp. "gaaienei".
Er is een woord van zeven letters met slechts een enkele medeklinker: oehoe-ei.